# Jules Isaac
Jules Isaac (Rennes, 18 novembre 1877 – Aix-en-Provence, 5 settembre 1963) è stato uno storico francese, ebreo, uno dei grandi visionari dell'intesa cristiano-ebraica dopo la seconda guerra mondiale e pioniere delle Amicizie Ebraico-Cristiane.

## Biografia

### La giovinezza
È il terzogenito di una famiglia ebraica laica e di tradizione militare, alsaziana e fedele alla repubblica francese. A tredici anni perde entrambi i genitori a qualche mese di distanza l'uno dall'altro e, posto sotto la tutela del cognato, frequenta come interno due dei migliori licei di Parigi.
Qui ha come professore di filosofia Henri Bergson e incontra come compagno Charles Péguy col quale instaurerà una lunga amicizia, segnata in particolare dalla creazione della rivista Cahiers de la Quinzaine e dal comune impegno nell'Affare Dreyfus a favore dello stesso Dreyfus.

### Lo storico
Diventa insegnante di ruolo di storia nel 1902, si sposa e dal matrimonio avrà tre figli. Partecipa alla prima guerra mondiale, trascorrendo 30 mesi in trincea, e restando ferito. Al ritorno inizia a lavorare a un manuale, il Malet-Isaac, sul quale hanno studiato quattro generazioni di francesi. Membro della Lega francese per la difesa dei diritti dell'uomo e del cittadino, poi del Comitato di vigilanza degli intellettuali antifascisti, s'impegna a favore di una migliore comprensione tra francesi e tedeschi, e lotta in particolare per una revisione dei manuali scolastici a questo scopo. Nel 1936 viene nominato ispettore generale della Pubblica Istruzione.

### La guerra
Nel 1940, a causa delle leggi razziali antiebraiche promulgate dal Governo di Vichy, all'età di 63 anni, è rimosso dall'ufficio ed espulso dal mondo della scuola. Impossibilitato a fare ricerca e ridotto in miseria, radiato persino dall'albo della Legion d'onore, la biblioteca distrutta, i suoi libri ritirati dalle librerie e inviati al macero, Isaac è costretto a riparare, quasi a nascondersi, in varie regioni della Francia, principalmente ospite dei figli.
Questi eventi tragici gli gettano addosso una nuova missione: scavare nelle radici religiose dell'antisemitismo europeo. Nel 1942 inizia a leggere il Nuovo Testamento in greco: scopre che su Israele e sulla posizione di Gesù in rapporto a Israele, l'insegnamento tradizionale della Chiesa ha tradito i Vangeli.
Il 7 ottobre 1943, in un momento di sua casuale assenza, la Gestapo irrompe nella sua stanza d'albergo e arresta la moglie, mentre la figlia, il cognato e uno dei figli, implicati in una rete della Resistenza, sono appena stati arrestati. Tutti saranno deportati ad Auschwitz e lì assassinati, tranne il figlio che riuscirà a fuggire.
In questa condizione drammatica Jules Isaac inizia uno studio alla ricerca delle cause dell'antisemitismo. Aiutato da un'amica insegnante, partigiana cattolica, che lo nasconde e gli procura i libri, si fa «esegeta, teologo, studioso appassionato della Bibbia, degli apocrifi e dell'apocalittica» e getta le basi del volume Jésus et Israël, che pubblicherà dopo la guerra, con cui intende smascherare la falsità storica dei pregiudizi, in particolare quello del popolo deicida, alla base dell'antigiudaismo cristiano, e dimostrare che l'insegnamento del disprezzo degli ebrei nelle chiese è un tradimento della lettera e dello spirito dei vangeli. E lo farà con le armi proprie dello studioso: il vaglio attento dei testi, la contestualizzazione, la comparazione con le fonti coeve, la ricostruzione storica e filologica.

### Pioniere del dialogo cristiano ebraico
Nel 1945, a 68 anni, Jules Isaac viene riabilitato riacquistando i diritti come ispettore generale onorario e da quel momento lo scopo della sua vita diventa questo: far conoscere Gesù agli ebrei e Israele ai cristiani nella consapevolezza della necessità di una profonda riforma (redressement) dell’insegnamento cristiano.
Il messaggio del libro viene accolto nel 1947 da un gruppo di teologi di varie confessioni cristiane e di ebrei impegnati in un incontro nella cittadina svizzera di Seelisberg (Conferenza di cristiani ed ebrei di Seelisberg) che, sotto la regia di Isaac, ne fanno la base dei Dieci punti di Seelisberg, ancora oggi carta fondante del dialogo ebraico-cristiano.
Con questo inizio di dialogo tra cristiani ed ebrei inizia un’altra fase della vita di Isaac: è tra i promotori dell’Amitié Judéo-Chrétienne de France (fondata nel 1948 e di cui diventerà in seguito presidente onorario) e si adopera per la costituzione della prima Amicizia ebraico-cristiana italiana (fondata a Firenze nel 1950 e sostenuta anche da Giorgio La Pira). 
Pubblica Genèse de l’antisémitisme (1956) in cui tra l'altro confuta l'apparato teologico alla base della teologia della sostituzione. 
Il suo impegno perché il documento di Seelisberg diventi un programma comune di ebrei e cristiani lo porta ad un brevissimo incontro - senza seguito - con Papa Pio XII durante un'udienza pubblica a Castel Gandolfo il 16 ottobre 1949.
Il 13 giugno del 1960, grazie all'amicizia comune con Maria Vingiani - fondatrice del Segretariato attività ecumeniche - ottiene una storica udienza privata da Papa Giovanni XXIII. È l'inizio di un'amicizia con il pontefice, che avrà profonda influenza nella redazione della Nostra aetate approvata nel 1965 dal Concilio Vaticano II.
Nel 1962, all'età di 85 anni pubblica L'enseignement du mépris (L'insegnamento de disprezzo) un'opera divulgativa in cui vengono riprese alcune tesi di Jesus et Israël.

## Il pensiero
Sostenne, negli anni quaranta, tesi che oggi - soprattutto grazie alla sua azione - godono di ampio consenso nelle sedi ufficiali tra i cristiani, ma che allora per certi aspetti erano rivoluzionarie e quasi eretiche. In particolare:
- Tra le cause dell'antisemitismo che ha portato alla Shoah c'è l'insegnamento del disprezzo nei confronti del popolo ebraico predicato dalla Chiesa.
- Questo insegnamento non ha fondamento neotestamentario e tradisce il Vangelo.
- È necessaria una riforma dell'insegnamento cristiano che metta in giusta luce le origini ebraiche di Gesù, dei suoi discepoli e della Chiesa, e riconosca la natura profondamente giudaica del cristianesimo primitivo.
- In particolare sono da superare l'accusa di deicidio rivolta a tutto il popolo di Israele e la teologia della sostituzione[4].

«Nel panorama degli studiosi che nel Novecento hanno contribuito al recupero dell'ebraicità di Gesù e al superamento dell'ostilità teologica cristiana verso Israele, Jules Isaac è in buona compagnia, (. . .) Tuttavia, (. . .) Isaac emerge, non solo come studioso, ma soprattutto come un pioniere del dialogo e come un profeta della riconciliazione».

## Opere
- (FR) Malet-Isaac, Cours d'histoire (7 voll.), Paris, Hachette, 1923-1930.
- (FR) Les Oligarques: Essai d'histoire partiale, Paris, Editions de Minuit, 1945.; riedito con 2 scritti (Nous, les Revenants e Paradoxe sur la science homicide), prefazione di Pascal Ory, Calmann-Lévy, Paris, 1989.
  -  Gli oligarchi. Saggio di storia parziale, traduzione di Paolo Fai, introduzione di Luciano Canfora, Collana Il divano n.304, Palermo, Sellerio, 2016, ISBN 978-88-389-3455-1.
- (FR) Jésus et Israël, Paris, Michel, 1948.
  -  Gesù e Israele, traduzione di Ebe Castelfranchi Finzi, Nardini, 1976. II ed. Marietti 1820, 2001, ISBN 978-88-211-8372-0.
- (FR) La dispersion d'Israël, fait historique et mythe théologique, 1954.
- (FR) Genèse de l'antisémitisme, Paris, Calmann-Lévy, 1956. riedito nel 1985 e nel 1998
- (FR) Expérience de ma vie, Paris, Calmann-Lévy, 1959.
- (FR) L'antisémitisme a-t-il des racines chrétiennes?, Paris, Fasquelle, 1960.
- (FR) L'Enseignement du mépris, Paris, Calmann-Lévy, 1962.
  -  Verità e mito. Il dramma ebraico al vaglio della storia, Roma, Carabba, 1965.
- (FR) Un historien dans la Grande Guerre. Lettres et carnets 1914-1917, a cura di Andre Caspi, Collection Divers Colin, Paris, Armand Colin, 2004.